# Unela nahantensis
Unela nahantensis är en snäckart som beskrevs av Doe 1974. Unela nahantensis ingår i släktet Unela och familjen Microhedylidae. Inga underarter finns listade i Catalogue of Life.